# Gaithersburg (Maryland)
Gaithersburg es una ciudad del Condado de Montgomery, Maryland, Estados Unidos. Es la segunda ciudad del condado, con 58.091 habitantes en 2004. Es la sede del Condado de Montgomery.
En la ciudad se encuentra la sede del Instituto estadounidense de estándares y tecnología (National Institute of Standards and Technology en inglés, abreviado NIST).
Es actualmente uno de los mejores lugares para vivir en los Estados Unidos según una encuesta de la revista Money.

## Historia
El área era conocida por sus habitantes como Log Town. El primer inmueble en lo que ahora es Gaithersburg fue construido por Benjamin Gaither en 1802 y el nombre del lugar fue cambiado en su honor poco tiempo después.
En la década de 1850 llegó el ferrocarril a Gaithersburg. En 1899, Gaithersburg fue seleccionada como sitio para establecer uno de los seis observatorios del Servicio internacional de latitud y este edificio forma parte actualmente del patrimonio histórico de la ciudad.

## Demografía
Según el censo de 2000, la ciudad cuenta con 52.613 habitantes, 19.621 hogares y 12.577 familias residentes. La densidad de población es de 2.013,3 hab/km² (5.216,2 hab/mi²). Hay 20.674 unidades habitacionales con una densidad promedio de 791,1 u.a./km² (2.049,7 u.a./mi²). La composición racial de la población de la ciudad es 58,21% Blanca, 14,60% Afroamericana, 0,36% Nativa americana, 13,76% Asiática, 0,06% De las islas del Pacífico, 8,62% de Otros orígenes y 4,39% de dos o más razas. El 19,76% de la población es de origen Hispano o Latino cualquiera sea su raza de origen.
De los 19.621 hogares, en el 34,8% de ellos viven menores de edad, 48,6% están formados por parejas casadas que viven juntas, 11,2% son llevados por una mujer sin esposo presente y 35,9% no son familias. El 27,8% de todos los hogares están formados por una sola persona y 7,2% de ellos incluyen a una persona de más de 65 años. El promedio de habitantes por hogar es de 2,65 y el tamaño promedio de las familias es de 3,25 personas.
El 25,0% de la población de la ciudad tiene menos de 18 años, el 9,0% tiene entre 18 y 24 años, el 37,7% tiene entre 25 y 44 años, el 20,0% tiene entre 45 y 64 años y el 8,2% tiene más de 65 años de edad. La mediana de la edad es de 34 años. Por cada 100 mujeres hay 95,1 hombres y por cada 100 mujeres de más de 18 años hay 92,4 hombres.
La renta media de un hogar de la ciudad es de $59.879, y la renta media de una familia es de $66.669. Los hombres ganan en promedio $44.331 contra $35.861 para las mujeres. La renta per cápita en la ciudad es de $27.323. 7,1% de la población y 4,9% de las familias tienen entradas por debajo del nivel de pobreza. De la población total bajo el nivel de pobreza, el 7,2% son menores de 18 y el 11,4% son mayores de 65 años.
En Gaitherburg nació el presidente ejecutivo de la WWE Shane McMahon

## Educación
Las Escuelas Públicas del Condado de Montgomery gestionan las escuelas públicas.